# شتيفان فينكلمان
شتيفان فينكلمان (بالألمانية: Stephan Winkelmann)‏ (و. 1964  م) هو كبير الإداريين التنفيذيين، وشخصية أعمال ألماني، ولد في برلين.

## جوائز
حصل على جوائز منها:

نيشان الاستحقاق للجمهورية الإيطالية من رتبة الصليب الأعظم

## روابط خارجية
- شتيفان فينكلمان على موقع مونزينجر (الألمانية)